# 鈴木幸夫 (競艇選手)
鈴木 幸夫（すずき ゆきお、1957年8月10日 - ）は、愛知県出身の元競艇選手。登録番号2876。夫人は元競艇選手の鈴木弓子（旧姓・田中）。

## 来歴
43期訓練生として本栖研修所に入り卒業。1978年11月17日、蒲郡競艇場でデビュー。
1992年3月、蒲郡競艇場での第27回総理大臣杯で3号艇で優出。本番は2コースから差し切り地元開催でのSG初優勝となった。
2000年代以降はSGやG1の優勝歴こそないものの、2021年前期まで最年長のA1格付けを維持し、息の長い活躍を続けていた。
2021年3月に桐生競艇場でのレース中に落水事故を起こし負傷。その後レースに復帰し、同年11月20日には常滑競艇場でのレースで通算2500勝を達成したが、2023年2月3日に日本モーターボート競走会に引退届を提出し選手登録を消除、現役を引退した。

## 戦法
いわゆるイン屋として知られ、枠なり進入が主流の現在でも積極的な前付けを行う。
- 本人は「デビュー当初はオールラウンドプレーヤーを目指していたが、気がついたらイン屋になっていた」と語っている[4]。

## 人物・エピソード
- 夫人とはフライング休み中の常滑競艇場での掃海艇のアルバイトを通じて知り合った[4]。
- 夫人と結婚する際には、当時の全国モーターボート競走会連合会会長だった笹川良一同席のもとで大々的な記者会見が催された[4]。当時あまりメディアに出ることがなかった鈴木は報道陣の数に圧倒され、「こんな大それた人と結婚するのかと思った」という[4]。
- レースに出場していない時は自身の土地で落花生をはじめとする作物の栽培に勤しんでおり、夫人名義で出荷もしている[4]。

## 獲得タイトル
SG
- 1992年  - 第27回総理大臣杯（蒲郡競艇場）

G1
- 1989年7月 - 周年記念競走（徳山競艇場）
- 1991年10月 - 施設改善記念特別競走（蒲郡競艇場）
- 1994年2月 - 東海地区選手権（常滑競艇場）
- 1994年3月 - 周年記念競走（住之江競艇場）
- 1995年7月 - 周年記念競走（浜名湖競艇場）
- 1997年11月 - 周年記念競走（福岡競艇場）
- 1999年7月 - 周年記念競走（常滑競艇場）